# Kanton La Chapelle-en-Vercors
Kanton La Chapelle-en-Vercors (fr. Canton de La Chapelle-en-Vercors) je francouzský kanton v departementu Drôme v regionu Rhône-Alpes. Skládá se z pěti obcí.

## Obce kantonu
- La Chapelle-en-Vercors
- Saint-Agnan-en-Vercors
- Saint-Julien-en-Vercors
- Saint-Martin-en-Vercors
- Vassieux-en-Vercors